# The New Day

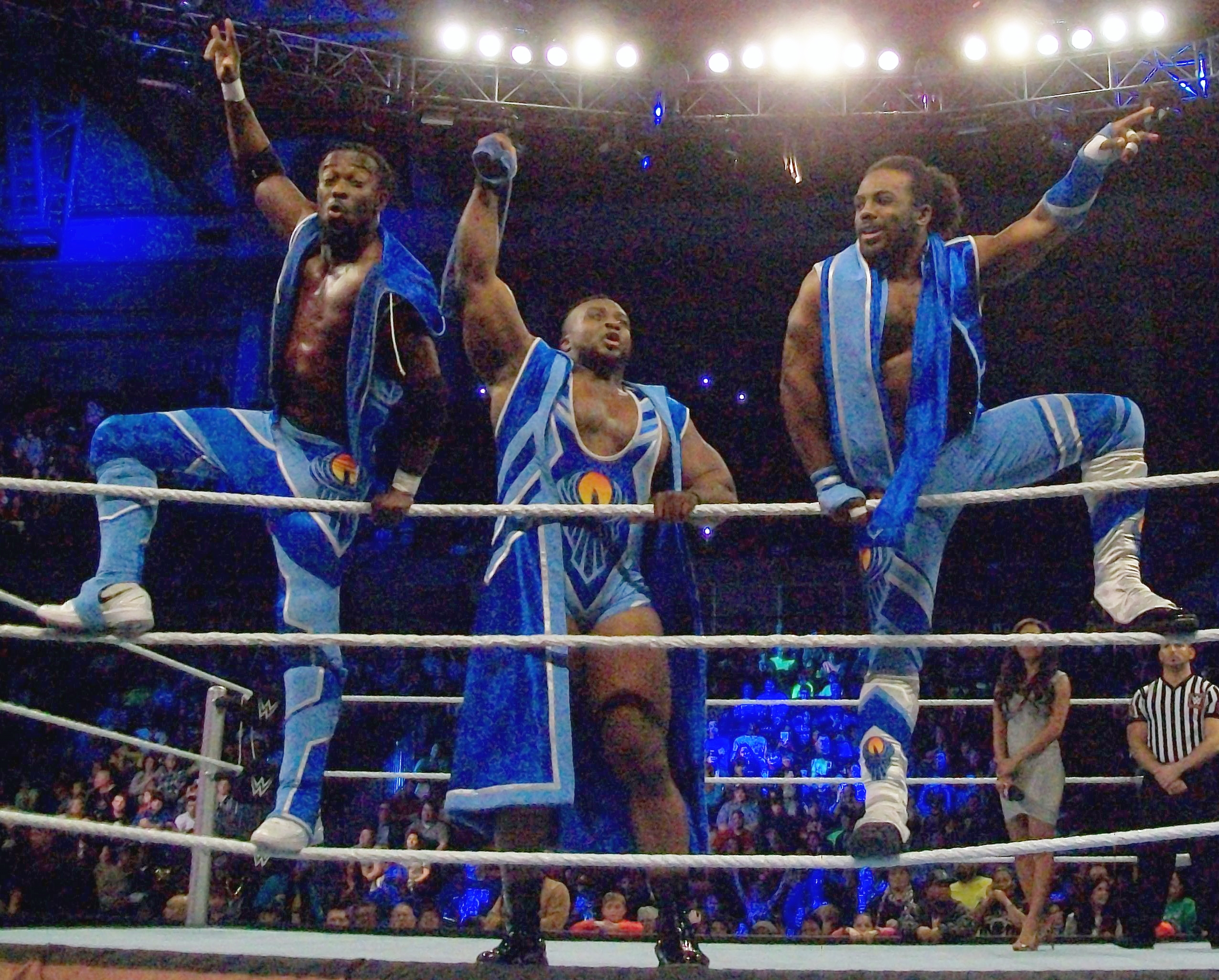
WWE's The New Day Jan 2015

The New Day este un stable de wrestling din divizia RAW a World Wrestling Entertainment formată pe data de 3 noiembrie 2014 . Din componența ei fac parte wrestlerii Big E, Xavier Woods și Kofi Kingston.
Printre realizările sale se află două titluri ca campioni in perechi WWE. New Day este, după Spirit Squad echipa a doua pentru a-și apăra campionate cu orice combinație a membrilor lor..
Este în prezent stabilă cu cea mai lunga durata ca campioni in perechi din istorie, cu 450 de zile.